# Chlormayenit
Das Mineral Chlormayenit ist ein selten vorkommendes Oxid aus der Mayenit-Obergruppe mit der Endgliedzusammensetzung Ca12Al14O32Cl2. Es kristallisiert im kubischen Kristallsystem mit der Struktur der Zementverbindung Ca12Al14O33.
Chlormayenit entwickelt nur sehr kleine, farblose Kristalle oder rundliche Körner von unter 0,1 mm Größe.
Gebildet wird Chlormayenit bei niedrigen Druck und hohen Temperaturen bei der Umwandlung von calciumreichen Sedimenten durch ein chlorreiches Fluid. Bei niedrigeren Temperaturen und Anwesenheit von Wasser wird Chlormayenit in Chlorkyuygenit umgewandelt.

## Etymologie und Geschichte
Seit Beginn des 20. Jahrhunderts ist ein kubisches Calciumaluminat bekannt, für das damals die Zusammensetzung 5CaO · 3Al2O3 angegeben wurde. Da Calciumaluminate wichtige Verbindungen von Zementklinkern sind, wurden sie seither intensiv untersucht.
Die Struktur dieser Verbindung wurde 1936 von W. Büssem und A. Eitel am Kaiser-Wilhelm-Institut für Silikatforschung in Berlin-Dahlem aufgeklärt. Im Zuge der Strukturaufklärung korrigierten sie die Zusammensetzung zu 12CaO · 7Al2O3, C12A7 in der Zementchemischen Notation.
Die ersten Funde eines natürlichen, kubischen Calciumaluminats wurden 1963 von L. Heller in einem Sprurritfels im Nalhal Ayalon-Aufschluss der Hatrurim-Formation in Israel gemacht. Es ist ein gängiges Mineral in vielen Aufschlüssen der pyromethamorphen Hatrurim-Formation.
Als neues Mineral beschrieben wurde es ein Jahr später von Gerhard Hentschel zusammen mit Brownmillerit in Kalksteineinschlüssen aus Laven des Ettringer Bellerberges mit der Zusammensetzung Ca12Al14O33. Er benannte das neue Mineral nach der nahe gelegenen Stadt Mayen Mayenit.
Das Chloranalog von C12A7, die Verbindung 11CaO · 7Al2O3 · CaCl2 oder Ca12Al14O32Cl2, wurde 2008 von Tomoyuki Iwata und Mitarbeitern von der Technischen Universität Nagoya in Nagoya, Japan, synthetisiert und die Struktur untersucht.
Zwei Jahre später beschrieben Chi Ma und Mitarbeiter das erste natürliche Auftreten dieser Verbindung im NWA 1934 Meteoriten, einem CV3-Chondriten aus Nordwestafrika. Ca12Al14O32Cl2 wurde zunächst unter dem Namen Brearleyit, nach dem Mineralogen Adrian J. Brearley der  University of New Mexico, als neues Mineral von der Commission on New Minerals, Nomenclature and Classification (CNMNC) der IMA anerkannt.
Im Zuge der Neudefinition der Mayenit-Obergruppe seit 2010 wurden Mayenite verschiedener Fundorte erneut untersucht, darunter auch der Mayenit vom Ettringer Bellerberg. Die von Hentschel angegebene Zusammensetzung konnte nicht bestätigt werden. Der Mayenit aus der Typlokalität enthält Chlor und seine Zusammensetzung ähnelt der des Brearleyit. Mayenit und Brearleyit wurden daraufhin als Mineralnamen verworfen und der neue Name Chlormayenit für das Mineral mit der idealen Zusammensetzung Ca12Al14O32[□4Cl2] eingeführt. Der alte Name Mayenit hat sich in der werkstoffwissenschaftlichen Literatur gehalten und ist als Mineralname für ein natürliches Vorkommen der Verbindung Ca12Al14O32[□5O] (C12A7) reserviert.

## Klassifikation
In der strukturellen Klassifikation der International Mineralogical Association (IMA) gehört Chlormayenit zusammen mit Chlorkyuygenit, Fluorkyuygenit und Fluormayenit in der Mayenit-Obergruppe zur Mayenitgruppe mit weniger als 4 Cl und 2 Si pro Formeleinheit.
In der veralteten 8. Auflage der Mineralsystematik nach Strunz wird der Chlormayenit noch unter dem aberkannten Namen Mayenit geführt. Hier gehörte er zur Mineralklasse der „Oxide und Hydroxide“ und dort zur Abteilung der „Verbindungen mit M2O und MO“, wo er zusammen mit Brownmillerit die „Brownmillerit-Mayenit-Gruppe“ mit der Systemnummer IV/A.08 bildete.
In der zuletzt 2018 überarbeiteten Lapis-Systematik nach Stefan Weiß, die formal auf der alten Systematik von Karl Hugo Strunz in der 8. Auflage basiert, erhielt das Mineral die System- und Mineralnummer IV/A.07-030. Dies entspricht der Klasse der „Oxide und Hydroxide“ und dort der Abteilung „Oxide mit dem Stoffmengenverhältnis Metall : Sauerstoff = 1 : 1 und 2 : 1 (M2O, MO)“, wo Chlormayenit zusammen mit Bitikleit, Brownmillerit, Chlorkyuygenit, Dzhuluit, Elbrusit, Fluorkyuygenit, Fluormayenit, Shulamitit, Srebrodolskit, Tululit und Usturit eine unbenannte Gruppe mit der Systemnummer IV/A.07 bildet.
Die von der IMA zuletzt 2009 aktualisierte 9. Auflage der Strunz’schen Mineralsystematik ordnet den Chlormayenit dagegen in die Abteilung „Metall : Sauerstoff = 2 : 3, 3 : 5 und vergleichbare“ ein. Diese ist weiter unterteilt nach der relativen Größe der beteiligten Kationen, so dass das Mineral entsprechend seiner Zusammensetzung in der Unterabteilung „Mit großen und mittelgroßen Kationen“ zu finden ist, wo es zusammen mit Fluormayenit die unbenannte Gruppe 4.CC.20 bildet.
In der vorwiegend im englischen Sprachraum gebräuchlichen Systematik der Minerale nach Dana hat Chlormayenit die System- und Mineralnummer 07.11.03.01. Dies entspricht ebenfalls der Klasse der „Oxide und Hydroxide“ und dort der Abteilung „Mehrfache Oxide“. Hier findet er sich innerhalb der Unterabteilung „Mehrfache Oxide als Titanoxide mit [4] und [6]-Ersetzungen“ als einziges Mitglied in einer unbenannten Gruppe mit der Systemnummer 07.11.03.

## Chemismus
Chlormayenit mit der Endgliedzusammensetzung [X]Ca12[T]Al3+14O32[W][□4Cl2] ist das Chlor-Analog von Fluormayenit ([X]Ca12[T]Al3+14O32[W][□4F2]), wobei [X], [T] und [W] die Positionen in der Mayenitstruktur sind und □ (Leerstelle) für eine unbesetzte Gitterposition steht.
Die empirische Zusammensetzung von Chlormayenit aus den Typlokalitäten von Mayenit und Brearleyit ist
- Ettringer Bellerberg: [X]Ca12[T](Al13,513Fe3+0,456Mg0,012Si0,007Ti0,003)O31,324(OH)2,028[W][□4,581Cl1,323][6]
- Meteorit NWA 1934: [X](Ca11,91Na0,06)[T](Al13,89Fe3+0,16Ti0,01)O31,89[W][□3,89Cl2,11][14]

Die Abweichungen von der idealen Zusammensetzung gehen im Wesentlichen auf zwei Mischkristallreihen zurück. Zum einen wird Fe3+ auf den [T]-Positionen eingebaut, entsprechend der Austauschreaktion
- [T]Al = [T]Fe3+ (hypothetisches Fe-Analog von Chlormayenit),

zum anderen führt die Mischung mit dem hypothetischen (OH)- Analog [X]Ca12[T]Al3+14O30(OH)6[W][□6] zum Austausch von Sauerstoff (O2−) und Chlor (Cl−) durch 3 (OH) entsprechend der Reaktion
- [O2]O2− + 3[O2a]□ + [W]Cl− = [O2]□ + 3[O2a](OH)− + [W]□.[6]

Weiterhin belegen z. B. zonierte Chlormayenit-Wadalit-Kristalle aus abgebrannten Kohlehalden und Si-Cl-reiche Chlormayenite aus Xenolithen der Chengem-Caldera eine vollständige Mischkristallreihe mit Wadalit entsprechend der Austauschreaktion
- [T]Al3+ + [W]□ = [T]Si4+ + [W]Cl−

Funde von Cl- und F-haltigen Mayeniten in verschiedenen Aufschlüssen der Hatrurim-Formation in Israel, Jordanien und Palästina zeigen eine Mischkristallbildung von Chlormayenit und Fluormayenit:
- [W]Cl− = [W]F−

## Kristallstruktur
Chlormayenit kristallisiert mit kubischer Symmetrie in der Raumgruppe I43d (Raumgruppen-Nr. 220) mit 2 Formeleinheiten pro Elementarzelle. Der natürliche Mischkristall aus der Typlokalität hat dem Gitterparameter a = 12,0320 Å.
Die Struktur ist die der Zementverbindung Ca12Al14O33. Aluminium (Al3+) besetzt die zwei tetraedrisch von 4 Sauerstoffionen umgebenen T-Positionen. Sie bilden ein Tetraedergerüst, das miteinander verbundene Käfige umschließt. Jeder dieser Käfige ist mit zwei Calcium (Ca2+)-Ionen besetzt, die von 6 Sauerstoffen unregelmäßig umgeben sind. In ihrem Zentrum zwischen den Calciumionen enthalten 1/3 der Käfige ein Chlorion (Cl−).
Die Substitution eines Sauerstoffes der O2-Position und eines Chlorions der W-Position durch drei OH-Gruppen auf der ansonsten unbesetzten O2a-Position führt zu einer Erhöhung der Koordinationszahl des benachbarten Aluminiums einer T1-Position von 4 auf 6. Im Chlormayenit von der Typlokalität sind auf diese Weise rund 10 % der Aluminiumionen auf T1 oktaedrisch von 6 Sauerstoffen umgeben.

## Bildung und Fundorte

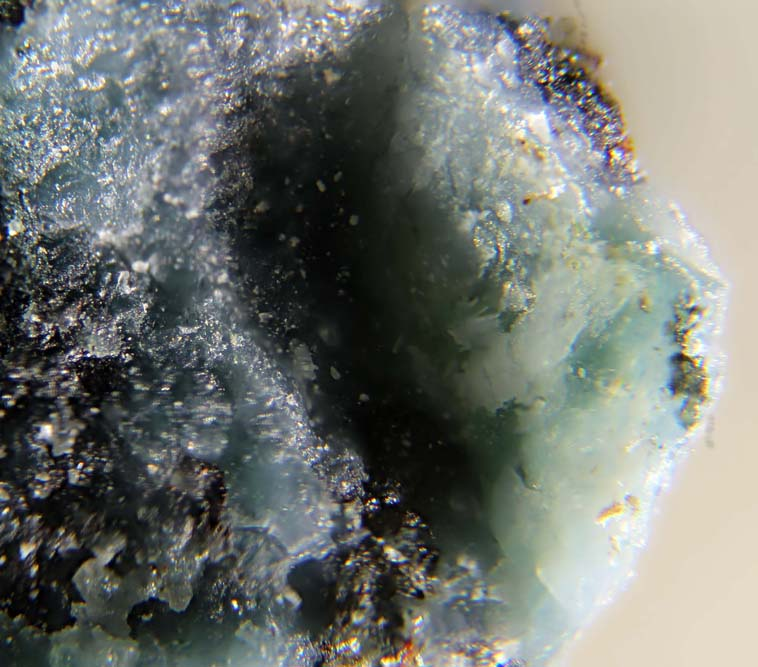
Grünliches Jasmundit-Kristallaggregat mit Chlormayenit (gelb) vom Ettringer Bellerberg, Eifel, Rheinland-Pfalz, Deutschland

Chlormayenit bildet sich pyrometamorph oder kontaktmetamorph bei niedrigen Druck und hohen Temperaturen bei der Umwandlung von calciumreichen Sedimenten durch ein chlorreiches Fluid. In Meteoriten ist Chlormayenit ein Umwandlungsprodukt von primären Calziumaluminaten (Krotit) durch ein chlorreiches Fluid. Durch wasserreiche Fluide kann Chlormayenit umgewandelt werden in Chlorkyuygenit.

### Skarne
Die Typlokalität von Chlormayenit ist ein kontaktmetamorpher Skarn-Xenolith aus dem Leucit-Tephrit des Mayener Feldes am Südlichen Lavastrom des Bellerberg-Vulkans bei Ettringen nahe Mayen in der Eifel, Rheinland-Pfalz (Deutschland). Er tritt hier zusammen mit Ettringit, Calcit, Wollastonit, Gehlenit, Larnit, Diopsid, Brownmillerit, Grossular, Pyrrhotin, Spinell, Afwillit, Hydrocalumit und Portlandit auf.
Vergleichbare Vorkommen sind die Xenolithe aus dem Olivin-Nephelinit vom Emmelberg bei Üdersdorf nahe Daun in der Eifel sowie dem Nephelin-Basanit im Balastseinbruch bei Klöch nahe Bad Radkersburg in der Steiermark in Österreich.
In mehreren Aufschlüssen der Hatrurim-Formation in Israel, Palästina und Jordanien konnte Chlormayenit und Fluormayenit in pyrometamorphen Kalksilikatgesteinen nachgewiesen worden.

### Meteorite
Im NWA 1934 Meteoriten, einem CV3-Chondriten aus Nordwestafrika, findet sich Chlormayenit in einem Krotit- reichen Calcium-Aluminium-reichen Einschluss (CAI) zusammen mit Hercynit, Perowskit und Gehlenit. Es wird angenommen, dass sich Chlormayenit bei der Reaktion von Krotit mit einem Cl-reichen Gas bildete.
- 12 CaAl2O4 (Krotit) + Cl2 (Gas) = Ca12Al14O32Cl2 (Chlormayenit) + 5 Al2O3 (Korund) + 0,5 O2

Der Korund reagierte mit Eisenoxid aus einem Fluid weiter zu Herzynit:
- Al2O3 (Korund) + FeO (Gas) = FeAl2O4 (Hercynit)

### Pyrometamorphe Klinker aus Kohlehalden
In einer Kalksilikat-Klinkerknolle aus der abgebrannten Abraumhalde der Kalinin-Kohlegrube im Donezbecken, Ukraine, wurde Chlormayenit zusammen mit Spurrit, Kumtyubeit, Oldhamit, Jasmundit, Larnit, Brownmillerit, Wadalit und Cuspidin gefunden.
Vergleichbare Vorkommen finden sich in Kohleabraumhalden in Russland, Polen und Tschechien.